# Гробље Грејфрајарс
Грејфрајарс (енгл. Greyfriars Kirkyard) је гробље у близини Единбурга у Шкотској. Тамо се људи сахрањују од краја 16. века. Гробље је добило име по фрањевачком манастиру.

## Уклете гробнице
На гробљу постоји неколико гробница које су наводно уклете. Од 1999. када је један бескућних провалио у гробницу Џорџа Мекензија на гробљу многи наводно виде духове људи који су тамо сахрањени. Чак и пре 1999. су се на гробљу дешавале паранормалне појаве. У периоду од 1990. и 2006. пријављено је преко 350 случајева у којима је дух нападао људе на гробљу и 170 извештаја да су се људи онесвестили док су излазили из гробница. Постоји гробница у којој многи добијају огреботине и маснице када изађу из ње и врате се својим домовима. На гробљу се десило више паранормалних активности него било где у свету